# Katarzyna Dulnik
Katarzyna Dulnik (Varsavia, 28 novembre 1968) è un'ex cestista e allenatrice di pallacanestro polacca.

## Carriera
Con la Polonia ha disputato i Campionati europei del 1999.